# 市原健一
市原 健一（いちはら けんいち、1951年（昭和26年）8月19日 - ）は、日本の医師、政治家。元茨城県つくば市長（3期）。元茨城県議会議員（4期）。

## 概要
茨城県大穂町（現：つくば市）生まれ。つくば市立北条小学校、つくば市立筑波東中学校、慶應義塾志木高等学校卒業。同校を卒業後、慶應義塾大学商学部に入学したが、2年で中退。その後北里大学医学部を卒業。勤務医を経て、つくば市に医療法人健佑会いちはら病院を開設。
1993年（平成5年）、茨城県議会議員であった父・市原稔弘の地盤を引き継ぎ、茨城県議会議員補欠選挙に自由民主党公認で出馬し、初当選を果たした。以後4期連続当選。
2004年（平成16年）11月14日に行われたつくば市長選挙に自民党の推薦を受けて無所属で出馬。現職の藤澤順一つくば市長ら3候補を破り、初当選した。投票率は61.06％だった。
2008年（平成20年）10月の市長選は前回戦った藤澤との一騎討ちとなった。約1万千票差で抑え再選。投票率は58.44％で過去最低を記録した。
2012年（平成24年）10月の市長選は自民党・公明党・みんなの党の3党の推薦を受けて出馬。前市議の五十嵐立青ら3候補を破り3選。投票率は54.54%で最低記録を更新した。

## つくば市総合運動公園計画
市原は3選の翌年に総合運動公園の計画を発表した。以下はその推移である。
2013年（平成25年）
- 12月27日、市原は臨時記者会見を開き、3万人収容の陸上競技場を核とする「つくば市総合運動公園（仮称）」を建設する計画を明らかにした。事業規模は総額200億～300億円。陸上競技場のほか体育館やサッカー場、ラグビー場の整備も検討し、2018年ごろの完成を目指すとした[5]。

2014年（平成26年）
- 3月18日、市議会3月定例会において、つくば市大穂の約46ヘクタールの遊休地を都市再生機構から約66億円で購入する議案が賛成14、反対13の1票差の賛成多数で可決された[6][7]。
- 9月25日、市議会9月定例会において、市原は購入した総合運動公園用地について用地取得手続きに不適切な事務処理があったことを認め、陳謝した[8]。

2015年（平成27年）
- 2月、市は総合運動公園の基本計画を策定した。総事業費は305億円。財源については、補助金140億円を国に求め、工事の進展に合わせて地方債148億円を借り入れて30年間で返済すると説明。残りは市の一般財源などで補うとした[9][10]。
- 3月19日、市議会3月定例会において、総合運動公園予算の凍結が提案され、1票差で可決された[11]。
- 市民グループが「700億円前後の財政規模の市には巨額過ぎる」と訴えて署名を集め、同年５月に住民投票条例が可決された[10]。なお、つくば市の2015年度の一般会計当初予算は約723億6千万円である[12]。
- 8月2日、計画の賛否を問う住民投票が行われ、反対が賛成を大幅に上回った。市原は計画の白紙撤回を検討する考えを示した[9]。

2016年（平成28年）
- 3月18日、市議会定例会において、次期市長選に立候補しないことを正式に表明した。住民投票で反対が8割を占めたことによる総合運動公園計画の中止や、別件で市議会が問責決議を可決したことなどを不出馬の理由に挙げた[13]。
- 11月13日、つくば市長選挙執行。支援した元市議会議長の飯岡宏之は落選した[14]。